# Georg Alois Gaibler
Georg Alois Gaibler (getauft am 19. März 1751 in Kaufbeuren; † 6. September 1813 ebenda) war ein deutscher Maler, insbesondere Freskant; am bekanntesten ist er durch seine Fresken in Kirchen im südlichen Bayern.

## Leben und Werk
Er war das Neunte von 12 Kindern des Webers Bartholomäus G. und der Catharina G., geb. Guggemos. Wahrscheinlich war er Schüler des Kaufbeurer Malers Josef Anton Walch (1712–1773). Gaibler war dreimal verheiratet; von seinen 11 Kindern erreichen nur der Sohn Jakob Franz Xaver (ebenfalls Maler) und die Tochter Anna Jakobe, beide aus erster Ehe, das Erwachsenenalter.
Die Kaufbeurer Ratsprotokolle nennen ihn (anlässlich der Bewilligung seiner ersten Heirat) einen „Ehrenhaften und Kunstreichen Junggesellen“.
Petra Schulte-Strunk beurteilt Gaibler so: „G. gehört nicht zu den großen, erfolgreichen, ‚in Mode‘ gekommenen Malern seiner Zeit. In G.s Malerei spiegeln sich Volksfrömmigkeit und unbekümmerte Schmuckfreude. Weder versucht er, Fresken wie an die Decke gemalte Tafelbilder zu behandeln, noch sucht er nach einem Kompromiß zw. perspektiv. eindrucksvollem Deckenbild und natürl. Darst., wie die bedeutenderen der süd-dt. Freskenmaler. So erfährt bei ihm die barocke Deckenmalerei ein volkstüml. Nachleben.“
Gaiblers Fresken sind, soweit erhalten, in Kirchen seiner Heimatstadt Kaufbeuren (St. Martin, Heiligkreuz) und in Kirchen im Gebiet vom Ostallgäu bis hin zum Umkreis von Bad Tölz zu sehen:
- Pfarrkirche St. Margareta in Gutenberg, Gemeinde Oberostendorf im Landkreis Ostallgäu.
- Pfarrkirche St. Vitus (auch St. Veit genannt) in Weicht im Landkreis Ostallgäu.
- Filialkirche St. Stephan in Welden im Landkreis Landsberg am Lech.
- Pfarrkirche St. Nikolaus in Jachenau im Landkreis Bad Tölz-Wolfratshausen.

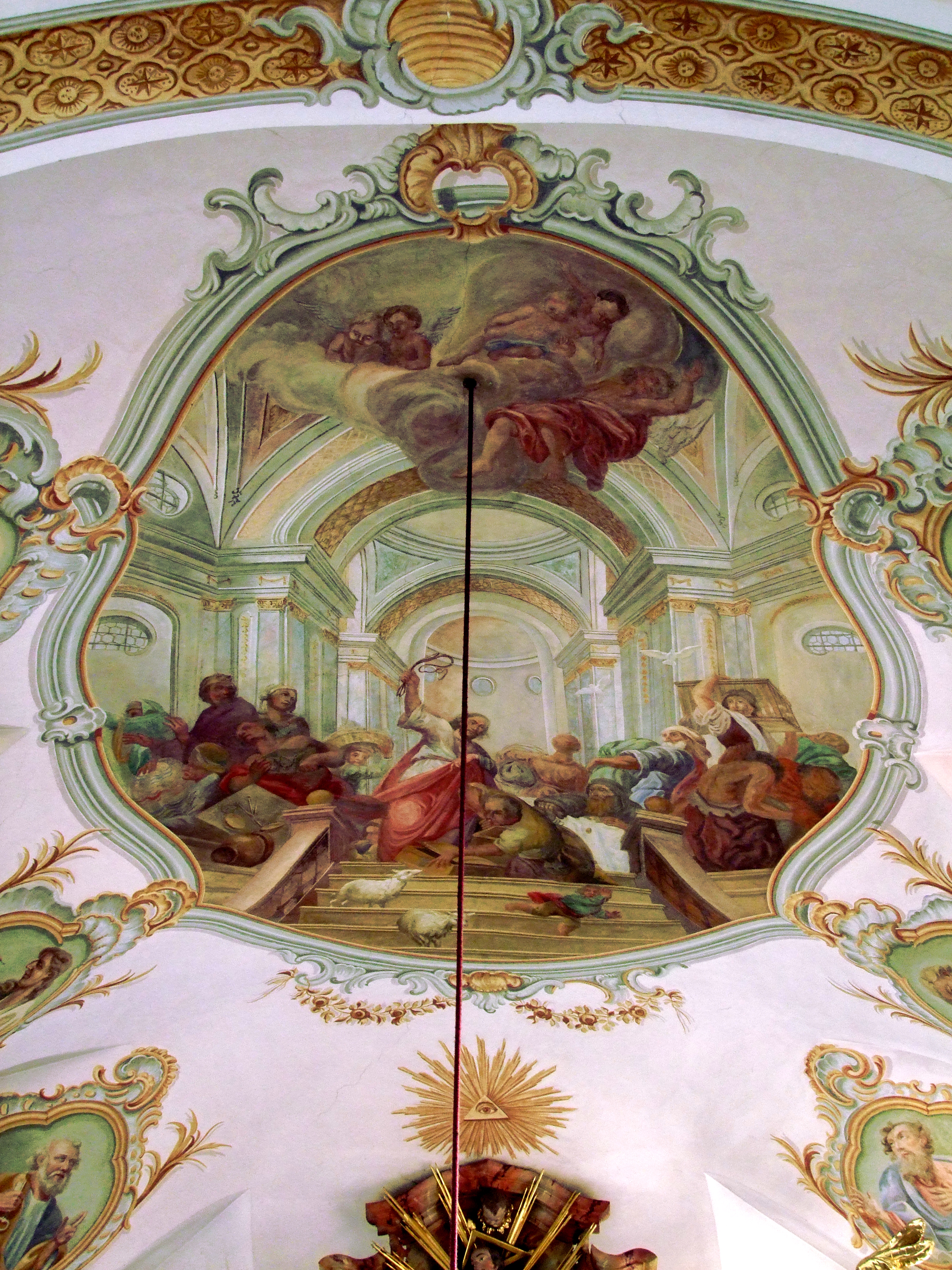
St. Vitus (Weicht): Deckenfresko von 1782 mit der Tempelreinigung (Mt 21, 12/13).
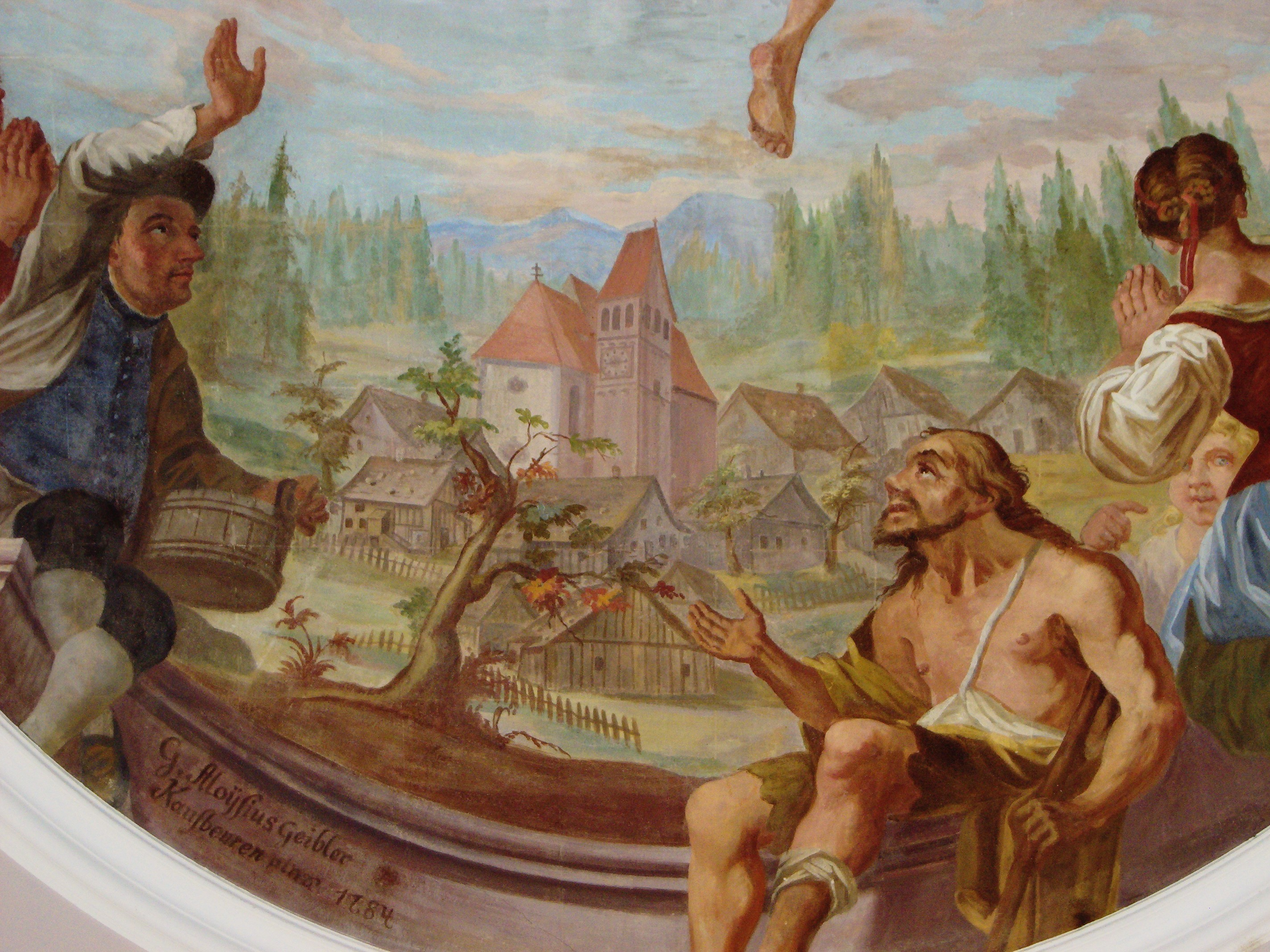
St. Stephan (Welden): Deckenfresko von 1784 mit historischer Ortsansicht.
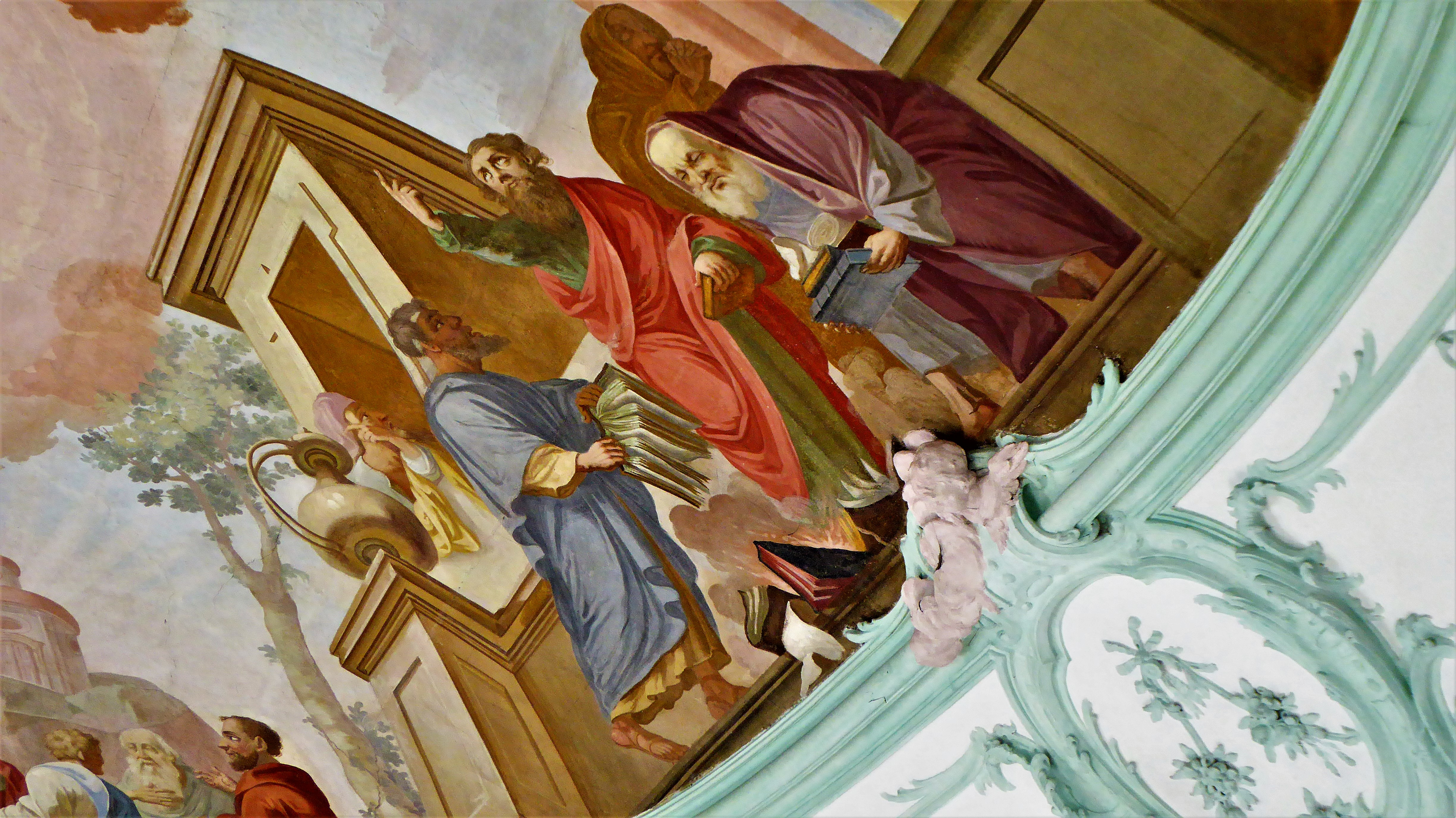
St. Nikolaus (Jachenau): Deckenfresko von 1787 mit der Bücherverbrennung von Ephesus (Apg 19, 19).
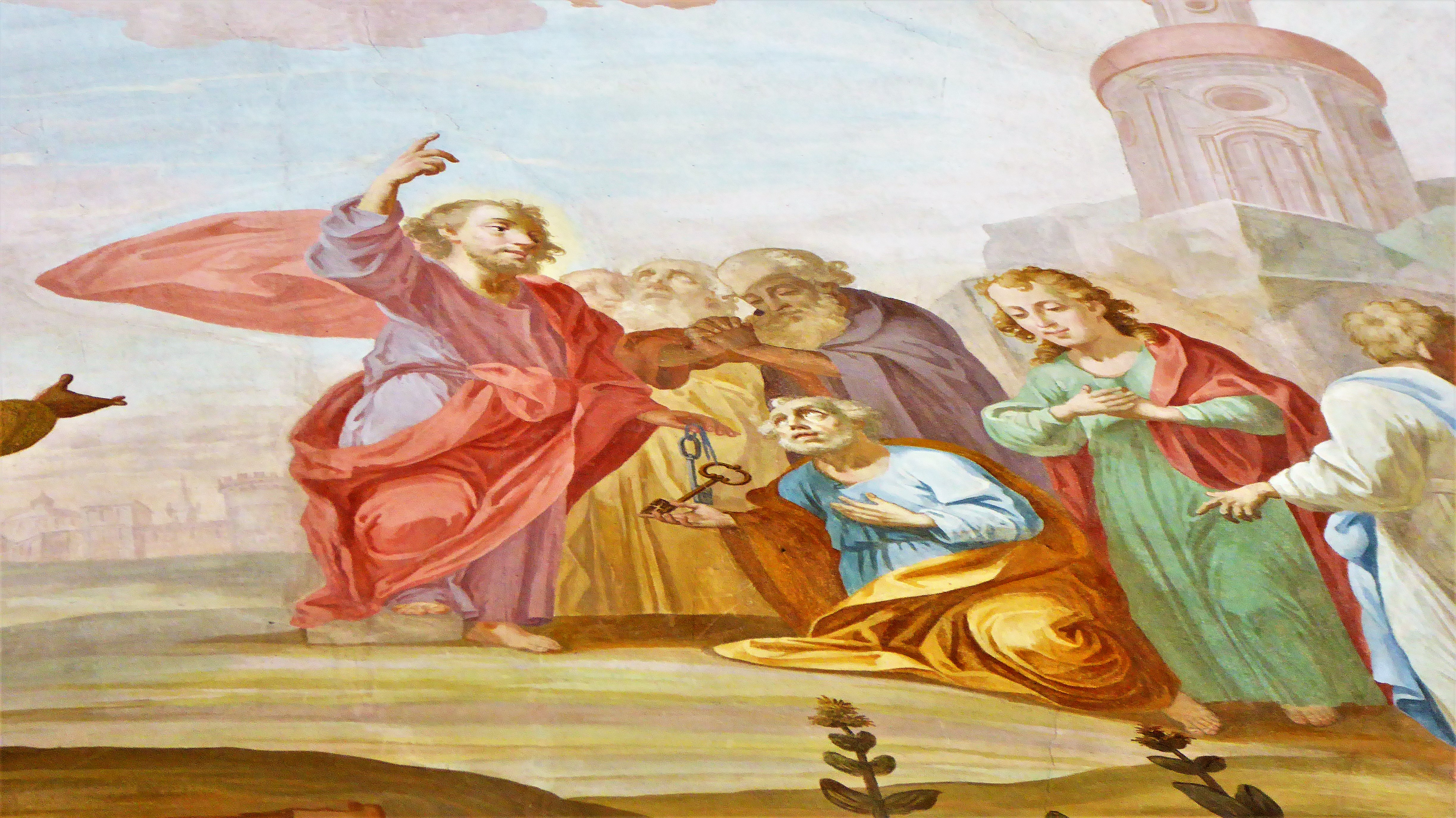
St. Nikolaus (Jachenau): Deckenfresko von 1787 mit Jesu Schlüsselübergabe an Petrus (Mt 16, 18/19).

Das Stadtmuseum Kaufbeuren besitzt außer den nachstehend gezeigten Bildern noch weitere Werke Gaiblers (insbesondere Bildnisse).

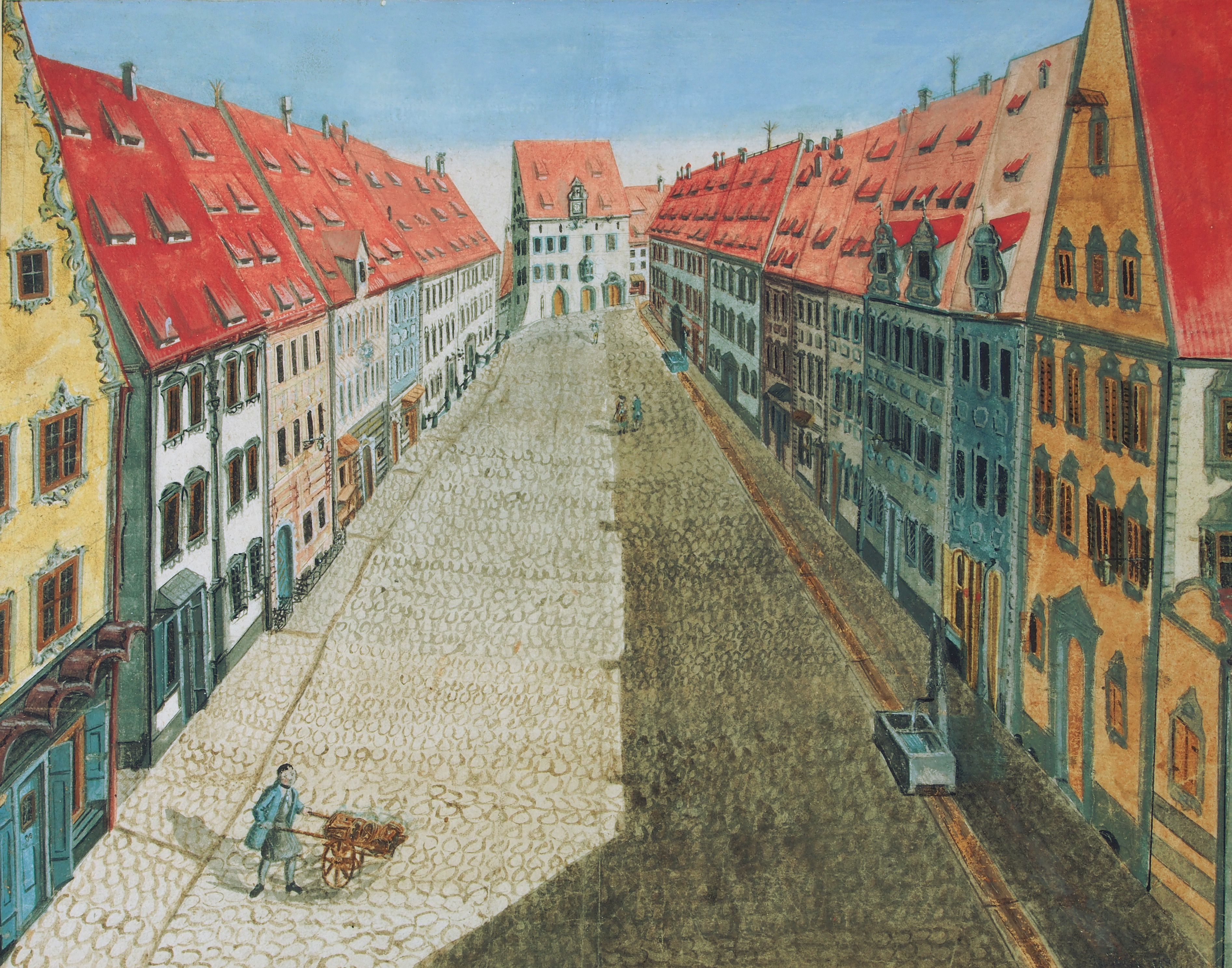
„Der Markt“ (heute Kaiser-Max-Straße) in Kaufbeuren; Aquarell (datiert 1780).
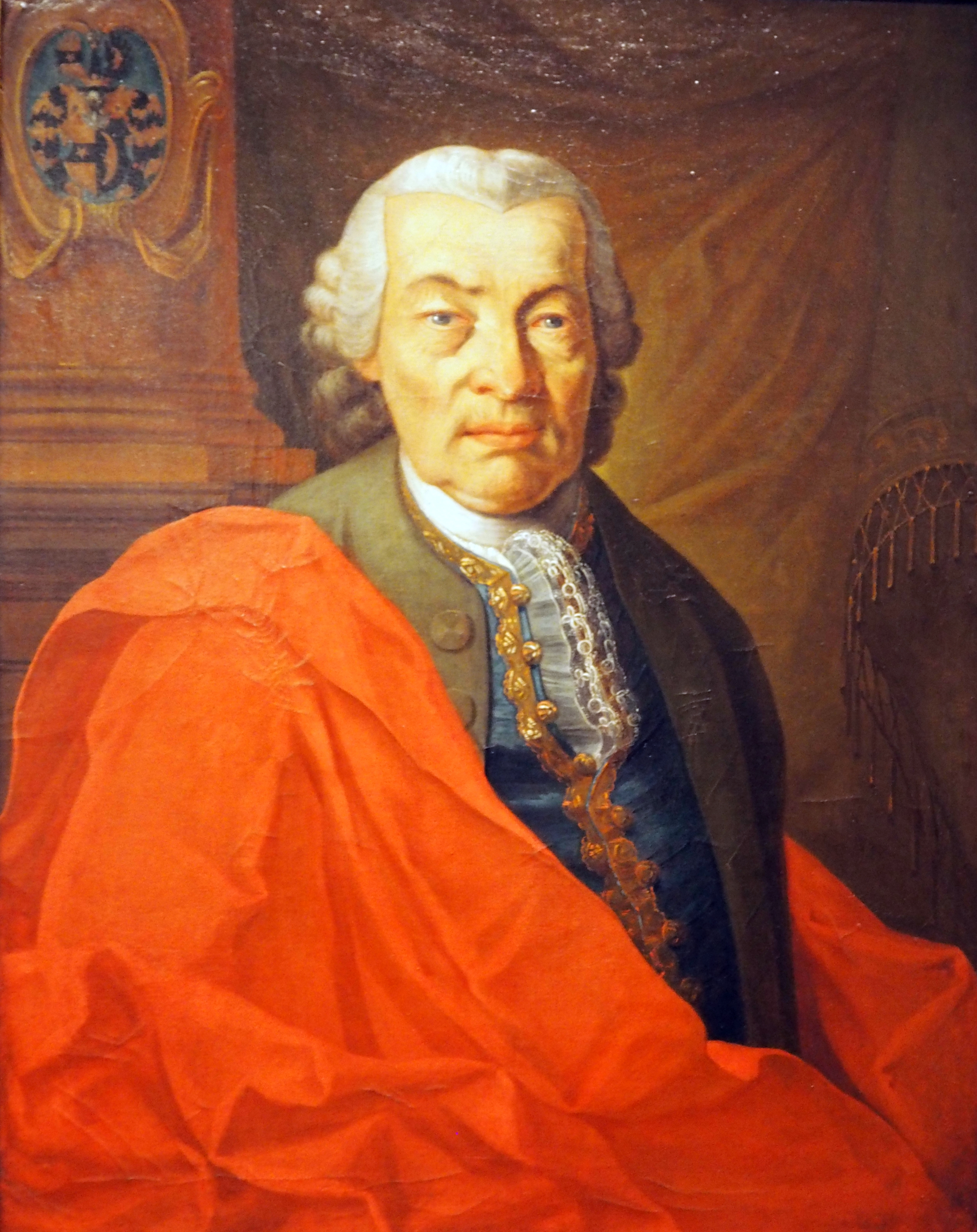
Wolfgang Ludwig Hörmann von und zu Gutenberg (1713–1795), Direktor der Kaufbeurer Stadtkanzlei, Chronist Kaufbeurens. Ölbild (datiert 1787).